# Тотай, дочь Акая
Тотай (1802 — июнь 1875) — вторая кебинная жена кавказского наместника и генерала от инфантерии Алексея Петровича Ермолова (1777—1861).

## Биография
Родилась в ауле Кака-Шура в семье местного узденя Ака. Отличалась редкой красотой.
В 1819 году во время русской экспедиции под командованием генерала А. П. Ермолова на аул Акуша в Дагестане кавказский наместник в ауле Кака-Шура увидел Тотай, которая произвела на него большое впечатление. Ермолов решил сделать её своей кебинной (временной) женой и не получил согласие самой девушки, но получил согласие от её родителей. Вскоре после отъезда Ермолова отец изменил решение и выдал Тотай замуж за горца Искандера из того же аула.
После завершения похода на Акушу А. П. Ермолов приказал доставить к нему Тотай и оставил её у себя. Отец Ака приехал было за дочерью, но его к Ермолову не допустили, вернув шубу и украшения — подарки нового мужа.
Вернувшись в Тифлис, А. П. Ермолов предложил Тотай принять православие и венчаться, но вначале, чтобы не обидеть её родителей, заключил с ней кебинный брак. При заключении кебинного брака с Тотай Ермолов договорился с ней и её родителями, что рожденных сыновей оставит себе, а дочерей оставит ей.
Позднее по просьбе Ермолова шамхал выдал Тотай свидетельство с печатями почетных граждан о её знатном происхождении.
Тотай прожила с Ермоловым в Тифлисе около семи лет, родив ему сыновей Омара (Клавдия), Аллах-Яра (Севера) и ещё одного, умершего в детстве, а также дочь Сапият (Софью-ханум).
В Тифлисе Тотай часто навещали её отец Ака и брат Джан-Киши.
После отставки Ермолова с Кавказа Тотай, отказавшаяся перейти в православие и последовать за мужем в Россию, возвратилась с дочерью на родину в Дагестан. Здесь она вышла замуж за жителя аула Гели — Гебека, от которого имела сына Гоккоза и дочь Ниса-ханум, ставшую женой жителя того же аула — Сурхай Дауд-оглы.
Тотай получала от Ермолова ежегодное содержание в размере 300 рублей. После смерти Ермолова ей помогали сыновья Клавдий и Север.
Скончалась в июне 1875 года.